# トルネ川

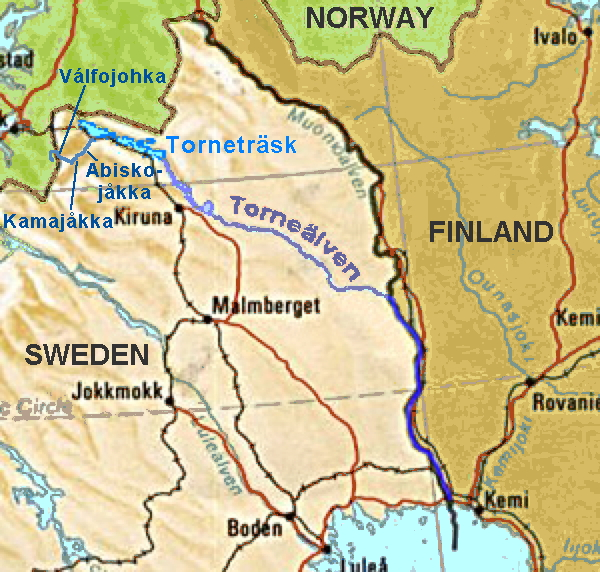
流路

トルネ川（スウェーデン語: Torne älv、フィンランド語: Tornionjoki）は、スウェーデンとフィンランドの北部を流れる河川である。
スウェーデン北部のトルネ湖に源を発し、ボスニア湾へ流れている。長さ522kmはノールボッテン県で最も大きい川である。パヤラ付近より下流部はスウェーデンとフィンランドの境界となっている。
下流部の一部の中州の氾濫原にはスゲの草地が発達しており、大きな中州には森林も見られる。一帯はミコアイサ、ハイイロチュウヒ、エリマキシギ、キョクアジサシなどの鳥類の生息地で、バルト海のサケ類の繁殖地でもある。2004年にラムサール条約登録地となった。

## 歴史
1809年にフィンランドがロシア帝国に侵略された事によって、ロシア領（正式にはフィンランド大公国領）となった。このときの条約によって境界の決定は川で最も深い部分とされ、その後も25年毎に境界を定め直している。
トルネ川沿いの都市には、語源がスウェーデン語とフィンランド語が交じった名前の都市がある。